# نزرين شاه سلطان فيرق
نزرين معز الدين شاه بن أزلان محب الدين شاه   ( ولد في 27 نوفمبر 1956) هو سلطان فيرق الذي اعتلى العرش في 29 مايو 2014 بعد وفاة والده السلطان أزلان محب الدين شاه ابن السلطان يوسف عزالدين شاه .

## روابط خارجية
- الموقع الرسمي لمكتب سلطان بيراك
- الملك نازرين بأدب يرفض تخصيص الدولة برناما ، 12 مايو 2007.
- صديق رجا نازرين منذ فترة طويلة أول من وصل لحضور حفل زفاف ملكي برناما ، 13 مايو 2007.
- يوم تسمية الملك نسرين كأفضل رجل ، 14 مايو 2007.
- نائب الملك من بيراك وزارا تاي ذا نوت بيرناما ، 17 مايو 2007.
- النص الكامل لخطاب رجا مودا من بيراك ، وراجا نازرين شاه ، في منتدى مسائل التنوع في الشتات في الكومنولث في جامعة موناش ، حرم صنواي في 19 تشرين الثاني (نوفمبر) 2008 TheSun ، 19 تشرين الثاني (نوفمبر) 2008.